# Magdalena Georgieva
Pour les articles homonymes, voir Georgieva.
Magdalena Georgieva, née le 7 décembre 1962 à Brestovitsa (Bulgarie), est une rameuse d'aviron bulgare.

## Carrière
Magdalena Georgieva est médaillée de bronze de deux de couple en 1985 aux Championnats du monde d'aviron. En 1986, elle est vice-championne du monde de skiff avant de remporter le titre en 1987. Aux Jeux olympiques de 1988 à Séoul, elle est médaillée de bronze en skiff. Ses dernières médailles internationales sont obtenues en 1989, avec une troisième place en deux de couple et en quatre de couple aux Mondiaux de 1989.